# Олюфаде, Адекамби
Адекамби Олюфаде (фр. Adékambi Olufadé; род. 7 января 1980, Ломе) — тоголезский футболист, который играл на позиции нападающего.

## Клубная карьера
Профессиональную карьеру начал в 1998 году за «Динамик Тоголе». В 2000 году перешёл в гвинейский клуб «Сателлит». С 2000 по 2001 года играл за бельгийскую команду «Локерен». Сезон 2001/02 провёл во французском «Лилле». Следующий сезон выступал за «Ниццу». С 2003 по 2004 года выступал за «Шарлеруа». В 2004 вернулся в «Лилль», но ни одного матча не сыграл за него. Следующие 2 года играл на Ближнем Востоке. В 2006 году подписал контракт с «Гентом». В составе бельгийского клуба был одним из главных бомбардиров команды, имея среднюю результативность на уровне 0.47 гола за игру первенства. Карьеру завершил в 2011 году, выступая за «Шарлеруа».

## Карьера за сборную
В 1997 году дебютировал за национальную сборную Того. Был включен в составы на Чемпионат мира 2006 в Германии (сыграл только 59 минут в матче групповой стадии против Франции) и на два Кубка африканских наций (2002 и 2006). Всего Олюфаде сыграл за сборную 34 матча и забил 7 голов (по другим данным — 45 матчей и 19 голов).